# LAMP

The LAMP software bundle (here additionally with Squid). A high performance and high-availability solution for a hostile environment

LAMP là chữ viết tắt thường được dùng để chỉ sự sử dụng các phần mềm Linux, Apache, MySQL và ngôn ngữ văn lệnh PHP hay Perl hay Python để tạo nên một môi trường máy chủ Web có khả năng chứa và phân phối các trang Web động.
Bốn phần mềm nói trên tạo thành một gói phần mềm LAMP. Ngoài ra, MySQL có thể được thay thế bằng PostgreSQL để lập thành gói phần mềm LAPP với các khả năng kỹ thuật tương tự.
LAMP với lợi thế miễn phí, mã nguồn mở, đang đối đầu với thế độc quyền WISA (Windows-IIS-SQL Sever-ASP) của Microsoft vốn với giá khá cao
LAMP đã trở thành một tiêu chuẩn mặc định trong cộng đồng web trong những năm gần đây, sau đây là một số thông tin để giúp bạn hiểu rõ hơn. LAMP là sự kết hợp của Linux + Apache + MySQL + PHP.
- Linux: Linux là một hệ điều hành. Về mặt nguyên tắc hệ điều hành cũng là một software; nhưng đây là một software đặc biệt được dùng để quản lý, điều phối các tài nguyên (resource) của hệ thống (bao gồm cả hardware và các software khác). Linux còn được gọi là Open Source Unix (OSU). Linux do Linus Torvalds, một sinh viên tại trường Đại Học ở Helsinki (Phần Lan) phát triển dựa trên hệ điều hành Minix, một hệ điều hành có cấu trúc tương tự Unix với các chức năng tối thiểu được dùng trong dạy học. Hiện nay, Linux là một hệ điều hành với mã nguồn mở (Open Source) và miễn phí (free) dưới bản quyền của tổ chức GNU (Gnu's Not Unix). Một số phiên bản về linux như Redhat, Suse, Ubuntu,... Có thể bạn đã có một kiến thức về Linux rất tốt, nếu không bạn có thể tìm được các thông tin trợ giúp trong việc cài đặt nó thông qua trang web này và http://LinuxHelp.net hoặc download tài liệu hướng dẫn tại http://www.ceylonlinux.com/pdf/step_by_step_linux_guide.pdf
- Apache: là phần mềm máy chủ web phổ biến nhất trên mạng. Nó rất an toàn, nhanh chóng, và đáng tin cậy. Chúng ta có thể tùy chỉnh để Apache hỗ trợ các ngôn nhữ web khác nhau như PHP, CGI / Perl, SSL, SSI, ePerl, và thậm chí ASP. Tập đoàn Apache được thành lập vào năm 1999 như là một tổ chức phi lợi nhuận, còn gọi là Apache Software Foundation (ASF), vì vậy để đảm bảo rằng các dự án Apache tiếp tục tồn tại với sự tham gia của các tình nguyện viên. Mỗi tình nguyện viên đã cam kết hợp tác phát triển phần mềm mã nguồn mở, và được thể hiện bằng sự tham gia duy trì và đóng góp trong các dự án của tổ chức. Mỗi cá nhân trở thành thành viên sáng lập Apache phải được các thành viên đề cử và phê duyệt bởi một phần lớn của các thành viên hiện tại của ASF. Như vậy, ASF được quản lý bởi các cộng đồng trực tiếp phục vụ những người cộng tác trong các dự án của nó. ASF hoạt động trong một khuôn khổ được thiết lập dựa trên sự sở hữu trí tuệ và đóng góp tài chính, đồng thời hạn chế những đóng góp có liên quan đến pháp luật. Thông qua một quá trình phát triển hợp tác với các nhân tài, các dự án của Apache cung cấp cho doanh nghiệp các sản phẩm phần mềm tự do và thu hút lượng lớn cộng đồng người sử dụng. Nó dễ dàng cho tất cả người dùng từ thương mại cho đến cá nhân, đều có thể triển khai và sử dụng sản phẩm này và không đòi hỏi về license.
- MySQL là hệ quản trị cơ sở dữ liệu nhanh nhất trên thế giới, nó trở thành cơ sở dữ liệu nguồn mở phổ biến nhất trên thế giới vì hiệu suất cao, độ tin cậy cao và dễ sử dụng. Nó rất tốt cho các ứng dụng dựa trên web. Rất nhiều các công cụ hỗ trợ đã được phát triển cho MySQL với PHP, chẳng hạn như phpMyAdmin là một công cụ quản trị web rất tốt cho MySQL, và giúp bạn có thể làm bất cứ điều gì mà bạn mong muốn với MySQL. Nó cũng là sự lựa chọn cho một thế hệ mới các ứng dụng được xây dựng trên LAMP. Nhiều tổ chức lớn nhất và phát triển nhanh nhất trên thế giới bao gồm Facebook, Google, Adobe, Alcatel Lucent và Zappos đều sử dụng MySQL để tiết kiệm thời gian và tiền bạc nhằm cung cấp hoạt động cho các trang web của họ cũng như các hệ thống kinh doanh quan trọng. MySQL chạy được trên hơn 20 nền tảng bao gồm cả Linux, Windows, Mac OS, Solaris, IBM AIX, cho phép bạn linh hoạt kiểm soát hệ thống. Cho dù bạn là người mới biết về công nghệ cơ sở dữ liệu hoặc là người đã có kinh nghiệm phát triển DBA, MySQL sẽ cung cấp cho bạn đầy của các công cụ về quản lý cơ sở dữ liệu, cũng như hỗ trợ, đào tạo và các dịch vụ tư vấn để giúp cho bạn thành công.
- PHP được phát triển như là một ngôn ngữ kịch bản trên máy chủ (server-side scripting language). Nó được phát triển bởi Rasmus Lerdorf, và những người khác. Hiện tại, các phiên bản của nó có nhiều lợi thế hơn các đối thủ cạnh tranh như ASP, Cold Fusion, Perl, Java,... chẳng hạn như về hướng đối tượng và khả năng nhúng vào ngôn ngữ HTML được xử lý rất nhanh, tương thích với nhiều nền tảng hệ điều hành, hoạt động như một thành phần của Apache. Nó được cập nhật liên tục các kỹ thuật mới bằng cách vay mượn những tính năng tốt nhất từ nhiều ngôn ngữ lập trình khác.

Hoặc các bạn cũng có thể tự tìm hiểu, tham khảo và download các phiên bản, cũng như các tài liệu mới nhất của chương trình LAMP tai các website sau:
Linux: http://www.redhat.com http://www.suse.com http://www.ubuntu.com; Apache: http://www.apache.org; MySQL: http://www.mysql.com; PHP: http://www.php.net